# La vida de Brian
La vida de Brian (título original: Life of Brian, 1979) es el tercer largometraje del grupo de comedia inglés Monty Python. Trata la historia de un judío que nace el mismo día que Jesucristo y ya de adulto es varias veces confundido con él. Con canciones clásicas de los Python como «Always Look on the Bright Side of Life» («Mira siempre el lado positivo de la vida»), cantada por un coro de crucificados, la película es, junto con Los caballeros de la mesa cuadrada y El sentido de la vida, una de las más exitosas de Monty Python.
La vida de Brian fue un éxito de taquilla, ya que logró la cuarta mayor recaudación de cualquier película en el Reino Unido en 1979, y la más alta de cualquier película británica en los Estados Unidos ese mismo año. Ha recibido críticas muy positivas: es considerada como «la mejor película de comedia de todos los tiempos» por varias revistas especializadas y cadenas de televisión.

## Argumento
El protagonista, Brian Cohen, nace en el portal de un establo, a unos pasos del lugar de nacimiento de Jesús lo que, en un principio, confunde a los tres Reyes Magos, que venían a adorar al «rey de los judíos». Estos ofrecieron los tres regalos (oro, incienso y mirra) a la madre de Brian, Mandy (aunque ésta rechaza primeramente dichos regalos por miedo al «bálsamo», el cual considera la madre un monstruo); poco después de salir del portal de Belén, se dan cuenta de su error y regresan a quitárselo de las manos. Brian crece siendo un joven idealista que se resiste a la ocupación romana de Judea, incluso después de saber que su padre fue un centurión romano llamado Traviesus Maximus, que violó a su madre («¿Quieres decir que fuiste violada?», «Bueno, al principio, sí»). Mientras asiste al Sermón de la Montaña del verdadero Mesías, Brian se enamora locamente de una joven rebelde y atractiva, Judith. Su amor por ella y el odio hacia los romanos le llevan a unirse al «Frente Popular de Judea» (FPJ), una de las muchas organizaciones partidistas y separatistas, que dedican la mayor parte de su tiempo a pelearse entre sí en vez de acabar con la ocupación romana. El cínico líder del grupo, Reg, le da su primer encargo a Brian: debe garabatear una pintada en la pared del palacio del gobernador. Recién acabada, se encuentra con un centurión y dos guardias que se detienen y, tras observar el escrito e indignados por la defectuosa gramática latina de Brian (escribió «Romanes eunt domus», a lo que el centurión le dice que significa «los llamados romanos van (a) la casa»), lo fuerza a escribir cien veces el mensaje corregido («Romani ite domum», es decir, «Romanos, marchaos a casa»). Al amanecer, las paredes del palacio están cubiertas por las pintadas. Cuando se hace el cambio de guardia a la madrugada, los nuevos guardias intentan detener a Brian, pero se escapa con la ayuda de Judith.

Brian entonces acepta participar en un complot para secuestrar a la hija del gobernador con el fin de extorsionarlo. Sin embargo, durante la misión se encuentran con el grupo «Frente Judaico Popular», una facción rival con el mismo objetivo de intención separatista y que también quiere capturar a la hija del gobernador. A pesar de los intentos de Brian, que les dice que deben trabajar juntos, las dos partes empiezan a pelear y el plan acaba siendo un fracaso. Esto deja a Brian de nuevo intentando huir, pero esta vez es capturado y citado a comparecer ante el gobernador Poncio Pilatos. Intenta escapar al castigo argumentando su ciudadanía romana, como hijo de un centurión llamado Traviesus Maximus, pero el capitán de la guardia se niega a creer la autenticidad de su nombre. Pilatos no entiende su duda, a la que el capitán afirma que ese nombre no existe, comparándolo con «Quasimeus» o «Pijus Magnificus». Los guardias tienen un ataque de risa después de que, furioso, Pilatos revela que uno de sus mejores amigos es un centurión de alto rango de nombre Pijus Magnificus, quien tiene una esposa conocida como «Incontinentia Summa», y Brian aprovecha la distracción para escapar.

Después de varios contratiempos, incluyendo un breve viaje al espacio en una nave extraterrestre tripulada que se estrella al pie de la misma torre de donde se cayó, la huida del fugitivo le lleva a terminar en un atril de oradores, en una concentración de aspirantes a místicos y profetas que gustan de arengar a la multitud que pasea por una plaza. Obligado a hablar de algo plausible para camuflarse y mantener a los guardias alejados, Brian balbucea pseudoverdades religiosas y rápidamente atrae a un mayor número de personas que los demás, formando un público pequeño pero intrigado. Una vez que los guardias se han ido, Brian trata de poner fin a la farsa, pero se da cuenta de que, con su «discurso», acababa de inspirar un movimiento religioso. Tras una larga (y no exenta de gracia) huida, el grupo crece cuando se encuentra con que más personas han empezado a seguirle, aclamándole como «el Mesías». Incluso llegan a aparecer dos sectas distintas.
El éxtasis se alcanza con el descubrimiento de un arbusto por parte del populacho, aclamado como un «milagro». Después de escabullirse de la multitud, que se ocupa de perseguir a un «hereje» (en realidad, un ermitaño que Brian involuntariamente ha molestado y que se enfada con él), Brian se encuentra con Judith y pasan la noche juntos en la casa de su madre. Por la mañana, Brian abre las cortinas para contemplar el paisaje, pero descubre una enorme masa de personas frente a la casa. Todos le proclaman como el Mesías. Horrorizado, Brian intenta, impotente, cambiar sus pensamientos para que no le consideren el salvador, pero sus palabras y acciones inmediatamente se toman como puntos de doctrina y se originan divertidas situaciones.
Tampoco puede el infeliz Brian encontrar consuelo en su vuelta a la sede de la FPJ, donde las personas acercan sus cuerpos afectados por enfermedades y le exigen curaciones milagrosas. Reg incluso afirma que ha reservado una sesión en el monte para él. Después Brian es finalmente capturado y deciden crucificarlo («¡Una cruz por persona!»). Mientras tanto, una gran multitud se reúne fuera del palacio, impulsada por el sentimiento general de rabia en la comunidad, que desea librar de la muerte al «profeta». Pilatos, junto con la visita de Pijus Magnificus, trata de acabar con el sentimiento de la revolución mediante la concesión de la decisión de quién debe ser perdonado. En su lugar, Pilatos elige varios nombres que empiezan con la letra erre, destinado esto a destacar su impedimento en el habla, proponiendo a un candidato que no tiene el apoyo de la población. Pijus Magnificus, a continuación, intenta tomar el control de la situación mediante la lectura de la lista de prisioneros, pero la combinación de su ceceo grave y el nombre de los prisioneros (todos tienen nombres que empiezan por la letra ese) hace que la horda estalle en risas.
Finalmente, Pilatos, por decisión popular, ordena la liberación de Brian. Pero, en un momento, parodiando el clímax de la película Espartaco, varias personas crucificadas dicen ser Brian; un hombre, incluso, dice «Yo soy Brian y mi mujer también» y los guardias eligen al hombre equivocado. Brian también tiene varias oportunidades para librarse de la muerte, pero no lo consigue, ya que, uno por uno, sus «aliados», incluyendo a Judith y su madre, dan un paso adelante para explicar por qué están dejando morir al «noble luchador por la libertad» que cuelga envuelto en el calor del sol. In extremis llega un ejército de liberación de parte del «Frente del Pueblo Judaico» pero, en lugar de salvarlo, sus integrantes proceden a suicidarse, clavándose sus propias espadas. Condenados a una muerte larga y dolorosa, varios compañeros de crucifixión intentan animarle cantando «Always Look on the Bright Side of Life». La película termina con esta canción.

## Reparto
- Graham Chapman: Brian Cohen (de Nazareth), Pijus Magníficus, segundo Rey Mago.
- John Cleese: Reg, sumo sacerdote, primer centurión, Deadly Dirk, Arthur, primer Rey Mago.
- Terry Gilliam: persona de delante durante el discurso de la montaña («¿Lo habéis oído? Bienaventurados los gansos»), profeta de sangre y truenos, Geoffrey, carcelero, Frank.
- Eric Idle: Sr. Cheeky, Stan/Loretta, vendedor que regatea, mujer culpable que tira la primera piedra, chico muy aburrido, Otto, ayudante del carcelero, Sr. Frisbee III.
- Terry Jones: Mandy Cohen (Madre de Brian), Colin, Simón el hombre santo, Bob Hoskins, transeúnte bondadoso.
- Michael Palin: Sr. Narizotas, Francis, mujer culpable que lanza la segunda piedra, ex leproso, Ben, Poncio Pilatos, profeta aburrido, Eddie, guardia romano, tercer Rey Mago.
- Sue Jones-Davies: Judith Iscariot.
- Terence Bayler: Sr. Gregory, segundo centurión.
- Carol Cleveland: Sra. Gregory, Elsie.
- Kenneth Colley: Jesús

## Generalidades
La película fue dirigida por Terry Jones y escrita por los Monty Python: Terry Jones, Terry Gilliam, Eric Idle, John Cleese, Michael Palin y Graham Chapman.
Se inspira, en clave de parodia, en la filosofía mesiánica que propició el nacimiento del cristianismo. Es una comedia de ficción situada en el contexto de la Palestina de la época de Cristo, durante el imperio romano. Se sustenta en las aventuras de un hombre común y corriente, Brian, hijo bastardo de un soldado romano y una feminista judía, al que las multitudes confunden repetidamente con el Mesías. La trama es bastante sencilla; no obstante, parodia, entre otras cosas, la intolerancia, el sectarismo y el dogmatismo, muestra las divisiones internas envenenadas y los enfrentamientos mezquinos y trata temas que siguen ocurriendo actualmente, como la negación de la realidad por parte de los fanáticos. Algunos gags famosos están protagonizados por un ficticio «Frente Popular de Judea» y sus rivales políticos. La pintada «Romani ite domum», que se inspira en el famoso «Yankees go home"», entre otros, y, haciendo uso de nombres, palabras y conceptos modernos, supuestamente pronunciadas en latín.
El primer borrador del guion, titulado provisionalmente "The Gospel According to St. Brian" ("El Evangelio según San Brian") estuvo listo en la Navidad de 1976. El borrador final de la preproducción estuvo listo en enero de 1978 tras «un período concentrado de dos semanas de escritura y esquí acuático en Barbados».
Unos días antes del inicio del rodaje de La vida de Brian, en Túnez, el presidente de EMI Films leyó el guion de la película, calificó la historia como «obscena y sacrílega» y se negó a financiarla. En la discusión con el directivo que había dado el visto bueno al proyecto de los Monty Python, Bernard Delfont pronunció unas palabras que aún se recuerdan por su involuntario contenido cómico: «No permitiré que la gente diga que yo me burlé del jodido Jesucristo».
Fue el exbeatle George Harrison, amigo del grupo de comediantes, el que salvó finalmente el proyecto, aunque para ello tuvo que crear su propia productora e hipotecar su casa y un estudio de grabación. En ese entonces, Harrison manifestó que, sencillamente, le apetecía ver una película como esa. Como dijo Eric Idle, financiar los tres millones de libras que costó el filme fue «la entrada de cine más cara del mundo». Aunque George Harrison no colaboró en la banda sonora de esta película, años después aportó un tema para otro filme de los Monty Python, El sentido de la vida. En la película, el músico aparece en un cameo, sin acreditar, vestido con una túnica roja y barba larga, en la escena en la que cientos de seguidores de Brian (al que confunden con el Mesías) invaden su propia casa y él trata de abrirse paso entre ellos. El personaje de George Harrison se presenta ante Brian como «el señor que nos presta la montaña el domingo». Su única frase es «Hola».
Con la elección del protagonista, además de conseguir que Graham Chapman moderase su adicción al alcohol y pudiera interpretar el papel de Brian, los Monty Python consiguieron definir el personaje clave de la parodia. Usar directamente como personaje a Jesucristo quedó descartado. No trataban de hacer «La vida de Jesús de Nazareth», ya que hubiese «robado» el protagonismo al guion. Después de una etapa inicial de lluvia de ideas y a pesar de no ser creyentes, estuvieron de acuerdo en que Jesús era «definitivamente un buen tipo» y no encontraron nada de qué burlarse de sus enseñanzas reales: «No es particularmente divertido, lo que está diciendo no es ridículo, es algo muy decente», dijo Eric Idle más tarde. «Jesucristo no era divertido», dijo años después Terry Jones en un documental de Channel 4. «La comedia estaba en la interpretación de los evangelios», dijo; por eso crearon el personaje de Brian, un contemporáneo de Jesús que sufría muchas de las situaciones que rodean a la religión. Y eso que, como decía su madre, «él no es el Mesías; solo es un chico travieso». Sin reparar en ello, solucionaron uno de los mayores problemas jurídicos que podían haber tenido tras el estreno.

## Estreno y repercusión

Terry Jones en 2007.

Tras su estreno en el Reino Unido, la película no llegó a verse en Irlanda y Noruega, donde incluso se prohibió. Durante el estreno en Suecia había carteles que decían: «Esta película es tan divertida que la han prohibido en Noruega». En EE. UU. se estrenó el 17 de agosto en 1979 en Nueva York y en unas doscientas salas en todo el país. Hubo manifestaciones de protesta, incluida una de una asociación de rabinos de Nueva York. Las quejas fueron beneficiosas para la taquilla y la película pronto pasó a seiscientas salas. Ese año fue el filme británico con la mayor recaudación en EE. UU., cerca de 20 millones de dólares. Fue la primera película de Monty Python en recibir una Clasificación R en los Estados Unidos, esto es, «Apta para mayores de 17 años». En España se estrenó en octubre de 1980 en versión original subtitulada y clasificada para mayores de 18 años. La vida de Brian fue la quinta película más taquillera en España de 1980. En Madrid permaneció dos años en cartelera en los desaparecidos Cines Madrid, donde posteriormente los propios Monty Python descubrieron una placa conmemorativa. Se dobló al castellano en 1985 para su estreno en vídeo y para su posterior reestreno en salas de cine en 1990.
En el Reino Unido se estrenó el 8 de noviembre de 1979. El escándalo no consiguió otra cosa que aumentar las cifras de taquilla. La vida de Brian iba a enfrentarse al mayor reto en términos de lucha contra la censura. Solo dos años antes, el periódico Gay News había sido denunciado por publicar un poema que describe lo que imagina un centurión romano durante la crucifixión de Cristo; el director de la publicación fue condenado a una pena de nueve meses de prisión. La película fue clasificada para mayores de catorce años, lo que en sí ya era una derrota para sus críticos. Pero al final fueron los ayuntamientos los que decidieron si permitían o no su distribución. Algunos la vetaron, pero no muchos. Aquel año, La vida de Brian fue la cuarta cinta en recaudación en el país.
Terry Jones manifestó: «No hubo ningún momento en el que decidieran no hacer algo que pudiera parecer blasfemo», aunque nunca estuvieron preocupados por cuestiones teológicas. Terry Gilliam comentó más tarde que a sus dieciséis años ya había leído dos veces la Biblia, «pero después decidí que la educación es mejor que la religión».
Basándose en esas protestas, la BBC preparó un documental. Un momento importante del mismo trata el debate televisado en el programa de la BBC Friday Night, Saturday Morning en el que participaron John Cleese y Michael Palin frente a dos críticos, el periodista católico Malcolm Muggeridge y el obispo de Southwark, Mervyn Stockwood. Los integrantes de Monty Python fueron los que aportaron las reflexiones más serias, mientras que sus antagonistas optaron por respuestas rápidas e ingeniosas. El recurso dramático de crear a Brian fue decisivo para mantener a Monty Python lejos de los tribunales. Al final quedó solo una campaña de protesta dirigida por Mary Whitehouse, una activista moralista británica de la época, reconocida por sus constantes y duras críticas a la BBC por los supuestos contenidos inmorales de algunos de sus programas.